# 黑橫帶脂䲁
黑橫帶脂䲁（學名：Labrisomus socorroensis），為輻鰭魚綱䲁形目脂䲁科脂䲁屬的一個種，被IUCN列為易危保育類動物，分布於中東太平洋索科羅島海域，深度1至5公尺，本魚體壯，頭寬，吻鈍，眼大，鼻孔具觸鬚，每眼上方有一根分枝的觸鬚，頸背兩側各有一束分枝繁多的觸鬚，口大略斜，側線鱗67-68片，身頭部上方有斑點，從眼睛到前鰓蓋骨角有淡淡的雙橫帶，身體有4條明顯的深色橫帶，背鰭在第2和第3根棘之間有眼斑，背鰭軟條上有成排的斑點，臀鰭的花紋與背鰭軟條相同，胸鰭和腹鰭顏色暗淡，胸鰭基部有深色橫帶，雄魚身體、頭部和鰭均為磚紅色，體長可達42公分，棲息在水淺的岩石區，生活習性不明。